# Norr om Inbyn (kvarn)
Norr om Inbyn (kvarn) is een småort in de gemeente Skellefteå in het landschap Västerbotten en de provincie Västerbottens län in Zweden. Het småort heeft 51 inwoners (2005) en een oppervlakte van 8 hectare. Het småort bestaat uit een gebied van 8 hectare, dat net ten noorden van de plaats Inbyn ligt, waarop een aantal huizen staat. Norr om Inbyn betekent, in het Nederlands vertaald, 'Ten noorden (van) Inbyn' en kvarn betekent 'molen'.